# Sammlung insel
Die sammlung insel (si) ist eine Buchreihe, die von 1965 bis 1969 im Frankfurter Verlagshaus des Insel Verlags, der seit 1963 zum Suhrkamp Verlag gehört, erschien und fünfzig Bände (in 52 Büchern) umfasst.

## Geschichte und Konzeption

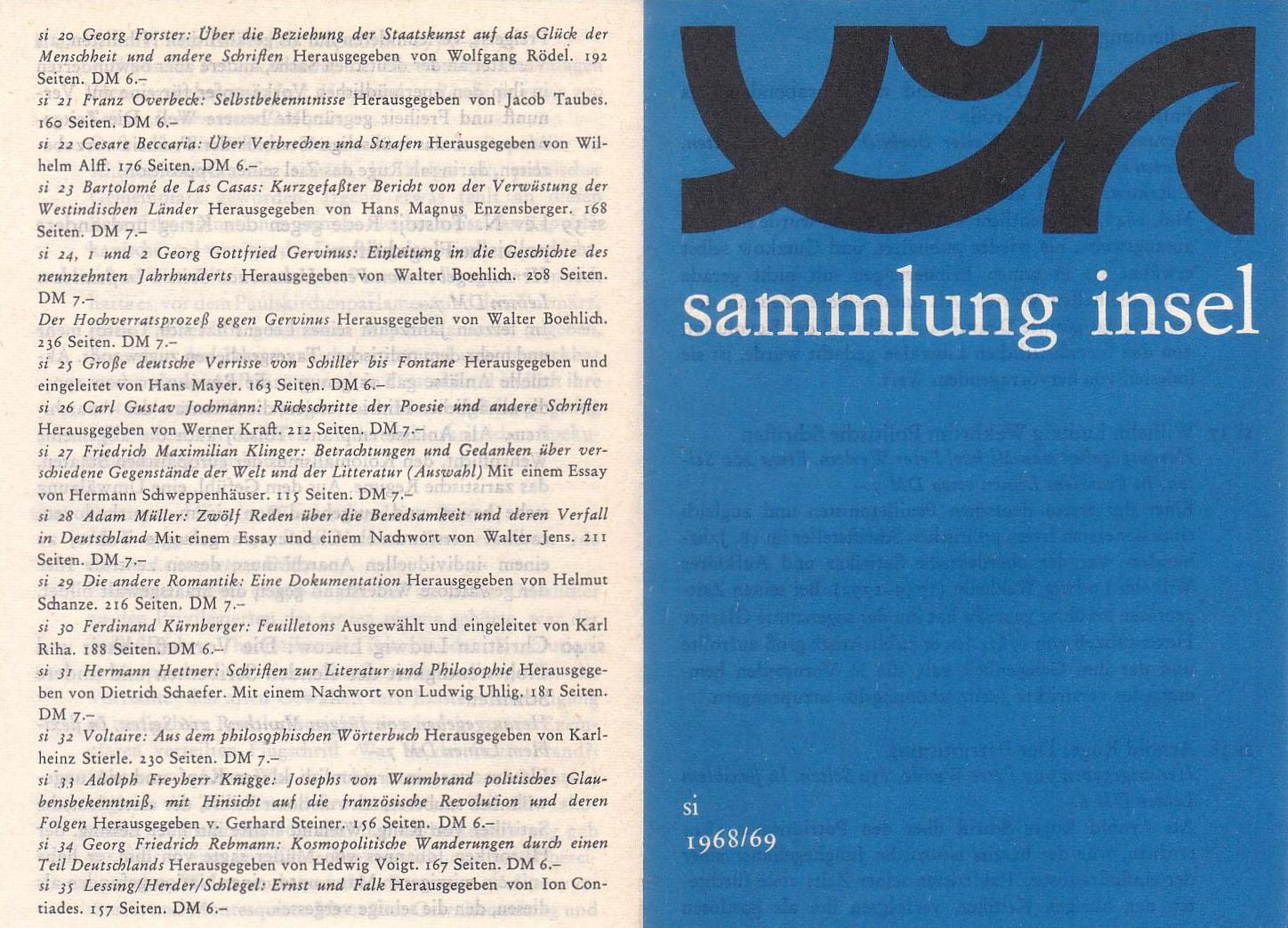
Prospekt der sammlung insel 1968/1969 (si 1-46)

Die Reihe ging auf eine Initiative der Suhrkamp-Lektoren Klaus Reichert und Walter Boehlich zurück; Planung und Betreuung lagen in den Händen von Boehlich. Zu den Herausgebern bzw. Bearbeitern der einzelnen Bände gehörten Theodor W. Adorno, Ernst Bloch, Hans Blumenberg, Hans Magnus Enzensberger, Iring Fetscher, Wolfgang Harich, Walter Jens, Alfred Kelletat, Hans Mayer, Herbert Marcuse, Katharina Mommsen, Jacob Taubes und Hans-Ulrich Wehler.
Einer Selbstbeschreibung (Reihenprospekt 1965) zufolge, brachte die „sammlung insel Texte aus Literatur und Wissenschaft der Vergangenheit, ausgewählt nach ihrer Wichtigkeit“. Sie „sucht das Aufklärerische, Fortschrittliche, Bewegende, zielt auf das Aktuelle in der Geschichte. Die si will sich um zuverlässige Texte bemühen. Die Nachworte vermitteln Informationen und geben den neuen Blickpunkt. Wo es die Sache erfordert, werden die Editionen durch Beilagen, Dokumente, Zeittafeln und Bibliographien ergänzt.“
Die Bände erschienen als gebundene, in Einzelfällen zusätzlich als kartonierte Ausgaben. Von mehreren Titeln wurden Zweitauflagen herausgebracht; weitere Nachdrucke erschienen später auch in der Reihe der „Insel-Taschenbücher“. Die Begrenzung auf fünfzig Bände entsprach nicht der ursprünglichen Planung. Es sollten noch zahlreiche weitere Titel publiziert werden, darunter wenigstens zehn zu theologie-, kirchen- und religionshistorischen Themen.

## Bedeutung
Laut dem Kulturhistoriker Richard Faber gelang es Boehlich, mit der sammlung insel an vergessene Traditionen im Sinne Walter Benjamins anzuknüpfen. Die Reihe habe es (wie Benjamins „Deutsche Menschen“) vermocht, einen Alternativkanon der im deutschsprachigen Geistesleben unterdrückten Aufklärung zu schaffen. Mit der Neuedition entsprechender Texte – darunter solcher von Gervinus, Jochmann, Seume und Knigge – sei die durch den Nationalsozialismus und die Adenauersche Restaurationszeit abgebrochene Rezeption radikaldemokratischer deutscher Traditionen wieder möglich geworden.

## Titel
- si 1 – Galileo Galilei: Sidereus Nuncius. Nachricht von neuen Sternen. Hrsg. und eingeleitet von Hans Blumenberg [Übersetzt von Malte Hossenfelder, Emil Strauss u. a.] 1965.
- si 2 – Bertolt Brecht: Über Klassiker. [Ausgewählt von Siegfried Unseld], 1965.
- si 3 – Georg Büchner und Ludwig Weidig: Der Hessische Landbote. Texte, Briefe, Prozessakten. Kommentiert von Hans Magnus Enzensberger, 1965.
- si 4 – Denis Diderot: Nachtrag zu Bougainvilles Reise oder Gespräch zwischen A. und B. über die Unsitte, moralische Ideen an gewisse physische Handlungen zu knüpfen, zu denen sie nicht passen. Nachwort von Herbert Dieckmann [Übersetzt von Theodor Lücke], 1965.
- si 5 – Jonathan Swift: Satiren. Mit einem Essay von Martin Walser [Übersetzt von Felix Paul Greve, Walter Freisburger und Klaus Reichert], 1965.
- si 6 – Der Berliner Antisemitismusstreit. Hrsg. von Walter Boehlich, 1965.[2]
- si 7 – Johann Peter Hebel: Kalendergeschichten. Auswahl und Nachwort von Ernst Bloch, 1965.
- si 8 – Georg Weerth: Fragmente eines Romans. Vorgestellt von Siegfried Unseld, 1965.
- si 9 – Karl Marx: Der 18. Brumaire des Louis Bonaparte. Nachwort von Herbert Marcuse, 1965.
- si 10 – Hamlet heute. Essays und Analysen. Vorwort von Joachim Kaiser, 1965.
- si 11 – Deutsche Menschen. Eine Folge von Briefen. Ausgewählt und eingeleitet von Walter Benjamin. Mit einem Nachwort von Theodor W. Adorno, 1965.
  - Erstausgabe: Deutsche Menschen. Eine Folge von Briefen. Auswahl und Einleitungen von Detlef Holz [Pseudonym Benjamins]. Vita Nova, Luzern 1936 (116 S.) archive.org
  - Nachdruck: Suhrkamp Taschenbuch. Band 970, 1992.
- si 12 – Adolph von Knigge: Des seligen Herrn Etatsraths Samuel Conrad von Schaafskopf hinterlassene Papiere. Von seinen Erben herausgegeben. Mit einem Nachwort von Iring Fetscher, 1965.
- si 13 – Jean Paul: Politische Fastenpredigten während Deutschlands Marterwoche. Nachwort von Hans Mayer, 1966.
- si 14 – John Gay: Die Bettleroper. Mit einem dokumentarischen Anhang. Übersetzt von Hans Magnus Enzensberger. [Zusammengestellt und übersetzt von Klaus Reichert], 1966.
- si 15 – Politische Katechismen. Volney. Kleist. Hess. Hrsg. von Karl Markus Michel, 1966.
- si 16 – Aphra Behn: Oroonoko oder Die Geschichte des königlichen Sklaven. Nachwort von Klaus Reichert [Übertragen von Christine Hoeppener], 1966.
- si 17 – Heinrich Heine: Zur Geschichte der Religion und Philosophie in Deutschland. Hrsg. und eingeleitet von Wolfgang Harich, 1966.
- si 18 – Johann Gottfried Seume: Apokryphen. Mit einem Essay von Hermann Schweppenhäuser, 1966.
- si 19 – Franz von Baader: Sätze aus der erotischen Philosophie und andere Schriften. Hrsg. von Gerd-Klaus Kaltenbrunner, 1966.
- si 20 – Georg Forster: Über die Beziehung der Staatskunst auf das Glück der Menschheit und andere Schriften. Hrsg. von Wolfgang Rödel, 1966.
- si 21 – Franz Overbeck: Selbstbekenntnisse. Mit einer Einleitung von Jacob Taubes, 1966.
- si 22 – Cesare Beccaria: Über Verbrechen und Strafen. Nach der Ausgabe von 1766 übersetzt und herausgegeben von Wilhelm Alff, 1966.
- si 23 – Bartolomé de las Casas: Kurzgefaßter Bericht von der Verwüstung der Westindischen Länder. Hrsg. Von Hans Magnus Enzensberger [Deutsch von W.[ilhelm] Andreä], 1966.
- si 24/1 – Georg Gottfried Gervinus: Einleitung in die Geschichte des neunzehnten Jahrhunderts. Hrsg. von Walter Boehlich, 1967.
- si 24/2 – Der Hochverratsprozeß gegen Gervinus. Hrsg. von Walter Boehlich, 1967.
- si 25 – Große deutsche Verrisse von Schiller bis Fontane. Hrsg. und eingeleitet von Hans Mayer [Erläuterungen von Leo Kreutzer], 1967.
- si 26 – Carl Gustav Jochmann: Rückschritte der Poesie und andere Schriften. Hrsg. von Werner Kraft, 1967.
- si 27 – Friedrich Maximilian von Klinger: Betrachtungen und Gedanken über verschiedene Gegenstände der Welt und der Literatur (Auswahl). Mit einem Essay von Hermann Schweppenhäuser, 1967.
- si 28 – Adam Müller: Zwölf Reden über die Beredsamkeit und deren Verfall in Deutschland. Mit einem Essay und einem Nachwort von Walter Jens, 1967.
- si 29 – Die andere Romantik. Eine Dokumentation. Hrsg. von Helmut Schanze, 1967.
- si 30 – Ferdinand Kürnberger: Feuilletons. Ausgewählt und eingeleitet von Karl Riha, 1967.
- si 31 – Hermann Hettner: Schriften zur Literatur und Philosophie. Hrsg. von Dietrich Schaefer. Nachwort von Ludwig Uhlig, 1967.
- si 32 – Voltaire: Aus dem philosophischen Wörterbuch. Hrsg. und eingeleitet von Karlheinz Stierle [Übersetzt von Erich Salewski (Wörterbuch) und Karlheinz Stierle (Anhang)], 1967.
- si 33 – Adolph von Knigge: Josephs von Wurmbrand, Kaiserlich abyssinischen Ex-Ministers, jezzigen Notraii caesarii publici in der Reichsstadt Bopfingen, politisches Glaubensbekenntniß, mit Hinsicht auf die französische Revolution und deren Folgen. Hrsg. von Gerhard Steiner, 1968.
- si 34 – Andreas Georg Friedrich Rebmann: Kosmopolische Wanderungen durch einen Teil Deutschlands. Hrsg. und eingeleitet von Hedwig Voegt, 1968.
- si 35 – Gotthold Ephraim Lessing: Ernst und Falk. Mit den Fortsetzungen Johann Gottfried Herders und Friedrich Schlegels. Hrsg. und mit einem Nachwort versehen von Ion Contiades, 1968.
- si 36 – Karl Gutzkow: Deutschland am Vorabend seines Falles oder seiner Größe. Hrsg. von Walter Boehlich, 1969.
- si 37 – Georg Herwegh: Literatur und Politik. Hrsg. von Katharina Mommsen, 1969.
- si 38 – Arnold Ruge: Der Patriotismus. Hrsg. von Peter Wende, 1968.
- si 39 – Lev. N. Tolstoj: Rede gegen den Krieg und andere politische Flugschriften. Hrsg. von Peter Urban, 1968.
- si 40 – Christian Ludwig Liscow: Die Vortrefflichkeit und Nohtwendigkeit der elenden Scribenten und andere Schriften. Hrsg. von Jürgen Manthey, 1968.
- si 41/1 – Von deutscher Republik. 1775–1796. Aktuelle Provokationen. Hrsg. von Jost Hermand, 1968.
- si 41/2 – Von deutscher Republik. 1775–1779. Theoretische Grundlagen. Hrsg. von Jost Hermand, 1968.
- si 42 – Emmanuel Joseph Sieyes: Abhandlung über die Privilegien: Was ist der dritte Stand? Hrsg. von Rolf Hellmut Foerster, 1968.
- si 43 – Giordano Bruno: Das Aschermittwochsmahl. Übersetzt von Ferdinand Fellmann. Eingeleitet von Hans Blumenberg, 1969.
- si 44 – Bettina von Arnim: Armenbuch. Hrsg. von Werner Vordtriede, 1969.
- si 45 – Ludwig Börne: Menzel der Franzosenfresser und andere Schriften. Hrsg. und eingeleitet von Walter Hinderer, 1969.
- si 46 – Fanny Lewald: Erinnerungen aus dem Jahr 1848. In Auswahl hrsg. von Dietrich Schaefer, 1969.
- si 47 – Friedrich Kapp: Vom radikalen Frühsozialisten des Vormärz zum liberalen Parteipolitiker des Bismarckreichs. Briefe 1843–1884. Hrsg. und eingeleitet von Hans-Ulrich Wehler, 1969.
- si 48 – Donatien A. de Sade: Schriften aus der Revolutionszeit (1788–1795). Hrsg. von Georg Rudolf Lind, 1969.
- si 49 – Jan Hus: Schriften zur Glaubensreform und Briefe der Jahre 1414–1415. Hrsg. und eingeleitet von Walter Schamschula, 1969.
- si 50 – Werner Kirchner: Der Hochverratsprozeß gegen Sinclair. Ein Beitrag zum Leben Hölderlins. [Mit einem Nachwort, besorgt von Alfred Kelletat], 1969.